# Eliminatoria al Torneo Sub-17 de la Concacaf de 1999
La Eliminatoria al Torneo Sub-17 de la Concacaf de 1999 se llevó a cabo del 20 de setiembre al 13 de diciembre de 1998 con el fin de definir a los participantes de la fase final del torneo a celebrarse en 1999 y que otorgaba 3 plazas para la Copa Mundial de Fútbol Sub-17 de 1999 a disputarse en Nueva Zelanda.

## Zona Caribe

### Grupo 1

#### Primera ronda
| Equipo 1              | Agr. | Equipo 2 | Ida | Vuelta |
| --------------------- | ---- | -------- | --- | ------ |
| Guyana                | w.o. | Surinam  | -   | -      |
| Antillas Neerlandesas | 5-3  | Aruba    | 3-1 | 2-2    |

#### Segunda ronda
| Equipo 1 | Agr.        | Equipo 2              | Ida | Vuelta |
| -------- | ----------- | --------------------- | --- | ------ |
| Guyana   | 3-3 (4-5 p) | Antillas Neerlandesas | 1-2 | 2-1    |

### Grupo B

#### Primera ronda
| Equipo 1    | Agr.        | Equipo 2             | Ida | Vuelta |
| ----------- | ----------- | -------------------- | --- | ------ |
| San Vicente | 2-2 (5-4 p) | Granada              | 2-0 | 0-2    |
| Bermudas    | w.o.        | República Dominicana | -   | -      |

#### Segunda ronda
| Equipo 1    | Agr. | Equipo 2 | Ida | Vuelta |
| ----------- | ---- | -------- | --- | ------ |
| San Vicente | 0-2  | Bermudas | 0-1 | 0-1    |

### Grupo  C

#### Primera ronda
| Equipo 1 | Agr. | Equipo 2    | Ida | Vuelta |
| -------- | ---- | ----------- | --- | ------ |
| Barbados | w.o  | Haití       | -   | -      |
| Dominica | 0-1  | Santa Lucía | 0-0 | 0-1    |

#### Segunda ronda
| Equipo 1    | Agr. | Equipo 2 | Ida | Vuelta |
| ----------- | ---- | -------- | --- | ------ |
| Santa Lucía | 3-4  | Barbados | 3-1 | 0-3    |

### Fase final
Los partidos se jugaron en Trinidad y Tobago.
| País                  | J | G | E | P | GF | GC | Pts |
| --------------------- | - | - | - | - | -- | -- | --- |
| Trinidad y Tobago     | 3 | 2 | 0 | 1 | 4  | 2  | 6   |
| Barbados              | 3 | 1 | 1 | 1 | 8  | 6  | 4   |
| Bermudas              | 3 | 1 | 1 | 1 | 4  | 3  | 4   |
| Antillas Neerlandesas | 3 | 1 | 0 | 2 | 3  | 8  | 3   |

| Equipo 1              | Resultado | Equipo 2              |
| --------------------- | --------- | --------------------- |
| Trinidad y Tobago     | 0-2       | Bermudas              |
| Barbados              | 6-2       | Antillas Neerlandesas |
| Antillas Neerlandesas | 1-0       | Bermudas              |
| Trinidad y Tobago     | 2-0       | Barbados              |
| Antillas Neerlandesas | 0-2       | Trinidad y Tobago     |
| Bermudas              | 2-2       | Barbados              |

## Zona Centroamérica

### Primera ronda
| Equipo 1 | Agr. | Equipo 2  | Ida | Vuelta |
| -------- | ---- | --------- | --- | ------ |
| Panamá   | 0-4  | Guatemala | 0-2 | 0-2    |

### Segunda ronda
| Equipo 1  | Agr. | Equipo 2 | Ida | Vuelta |
| --------- | ---- | -------- | --- | ------ |
| Guatemala | 1-2  | Honduras | 1-1 | 0-1    |